# 文淵閣領閣事
文淵閣領閣事，為中國清朝官職之一，乾隆四十一年（1776年）起設置於文淵閣，由大學士、協辦大學士、翰林院掌院學士兼充。為帶職充任制職位，品等依照原本官職。文淵閣領閣事之主要業務為掌管、綜理宮廷內府藏書、典籍。其下屬官還有文淵閣直閣事、校理、檢閱、內務府司員、筆帖式等職位。
1912年清宣統帝退位後，該官職廢除。